# Forças Francesas do Interior

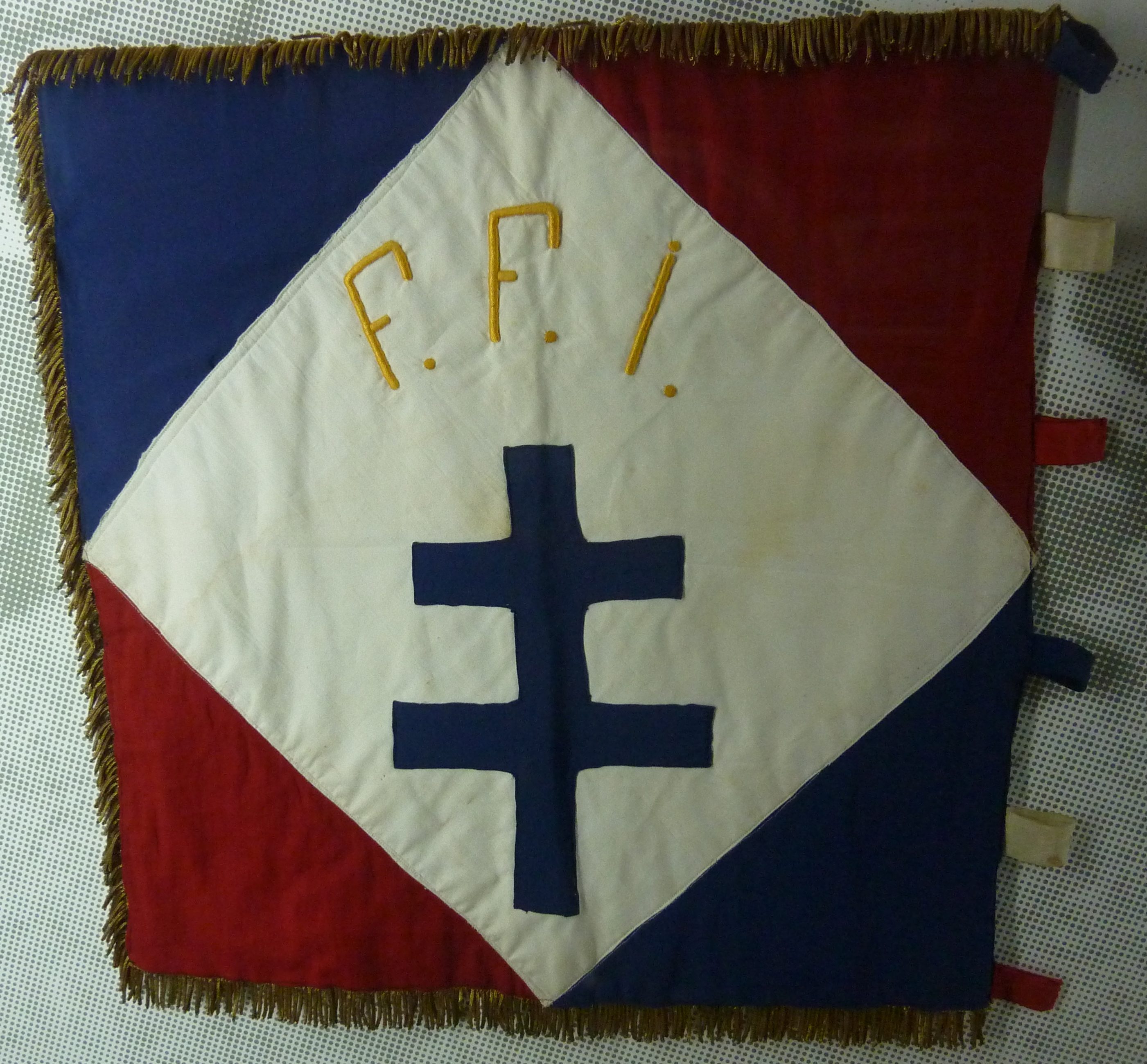
Bandeira da 2.ª Companhia do 1.º Batalhão das FI de Finistère

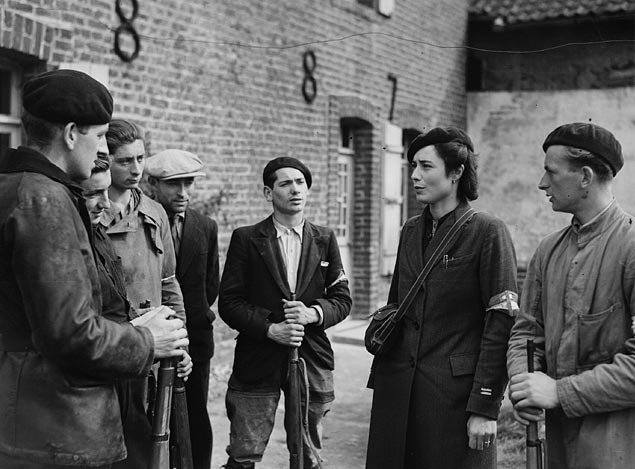
Membros da Maquis na Tesouraria, 14 de Setembro de 1944, Boulogne, França.

Forças Francesas do Interior (em francês:  Forces Françaises de l'Intérieur) é a designação dos membros da Resistência francesa na fase final da Segunda Guerra Mundial. Charles de Gaulle utilizou-a como designação formal dos combatentes da Resistência. A mudança de nome destes grupos para FFI teve lugar aquando da alteração de estatuto de nação ocupada para uma nação a ser libertada pelos exércitos Aliados. As regiões da França foram libertadas, com as FFI a serem formalmente organizadas em unidades de infantaria ligeira e a serem uma mais-valia para as forças regulares da França Livre. A partir de Outubro de 1944 e com a maior parte da França libertada, as unidades das FFI foram integradas nas forças regulares do Exército Francês continuando a lutar na Frente Ocidental, acabando, desta forma, com as tropas irregulares na Segunda Guerra Mundial.

## Libertação
Após a invasão da Normandia  que ocorreu em junho de 1944, a pedido do Comitê Francês de Libertação Nacional, o Quarte General Supremo das Forças Expdicionárias Aliadas colocou cerca de 200.000 combatentes da resistência sob o comando do General Marie Pierre Kœnig,  que tentou unificar os esforços de resistência contra os alemães. 
De acordo com o general Patton, o rápido avanço de seu exército pela França teria sido impossível sem a ajuda de combate da FFI. O General Patch estimou que desde a época dos desembarques no Mediterrâneo até a chegada das tropas dos EUA em Dijon, a ajuda dada às operações pela FFI foi equivalente a quatro divisões completas. 

Unidades da FFI apreenderam pontes, começaram a liberação de vilas e cidades conforme as unidades aliadas se aproximavam e coletaram informações sobre unidades alemãs nas áreas invadidas pelas forças aliadas, facilitando o avanço dos Aliados pela França em agosto de 1944.  De acordo com um volume da história oficial da guerra dos EUA,
Na Bretanha, no sul da França e na área do Loire e Paris, as forças da Resistência Francesa ajudaram muito na perseguição ao Sena em agosto. Especificamente, eles apoiaram o Terceiro Exército na Bretanha e os Sétimos Exércitos dos Estados Unidos e da França na ponta de praia do sul e no vale do Ródano. No avanço para o Sena, as Forças do Interior francesas ajudaram a proteger o flanco sul do Terceiro Exército, interferindo nos movimentos de ferrovias e rodovias inimigas e nas telecomunicações inimigas, desenvolvendo uma resistência aberta na escala mais ampla possível, fornecendo inteligência tática, preservando instalações de valor para as forças aliadas e eliminando posições inimigas contornadas. 

## Tensão política
Em 20 de junho de 1944, o alto comando francês decretou que os requisitos de mobilização datados do início da guerra permaneciam em vigor, que as unidades da FFI passariam a fazer parte do exército francês e que a FFI estaria sujeita à lei militar francesa.  Apesar do desencanto da FFI com os métodos de De Gaulle, em grande parte eles aceitaram sua decisão de que os membros da FFI seriam incorporados ao exército regular francês ou retornariam à vida civil.

A parte que [a FFI] teve na luta pela libertação não apenas os encorajou corretamente no desejo de manter sua individualidade; os seus sucessos, muitas vezes valorizados do ponto de vista local, estabeleceram a seu ver a excelência do sistema militar que as circunstâncias os levaram a criar e que pretendiam substituir o sistema tradicional, que consideravam desatualizado. 

## Armas e equipamentos

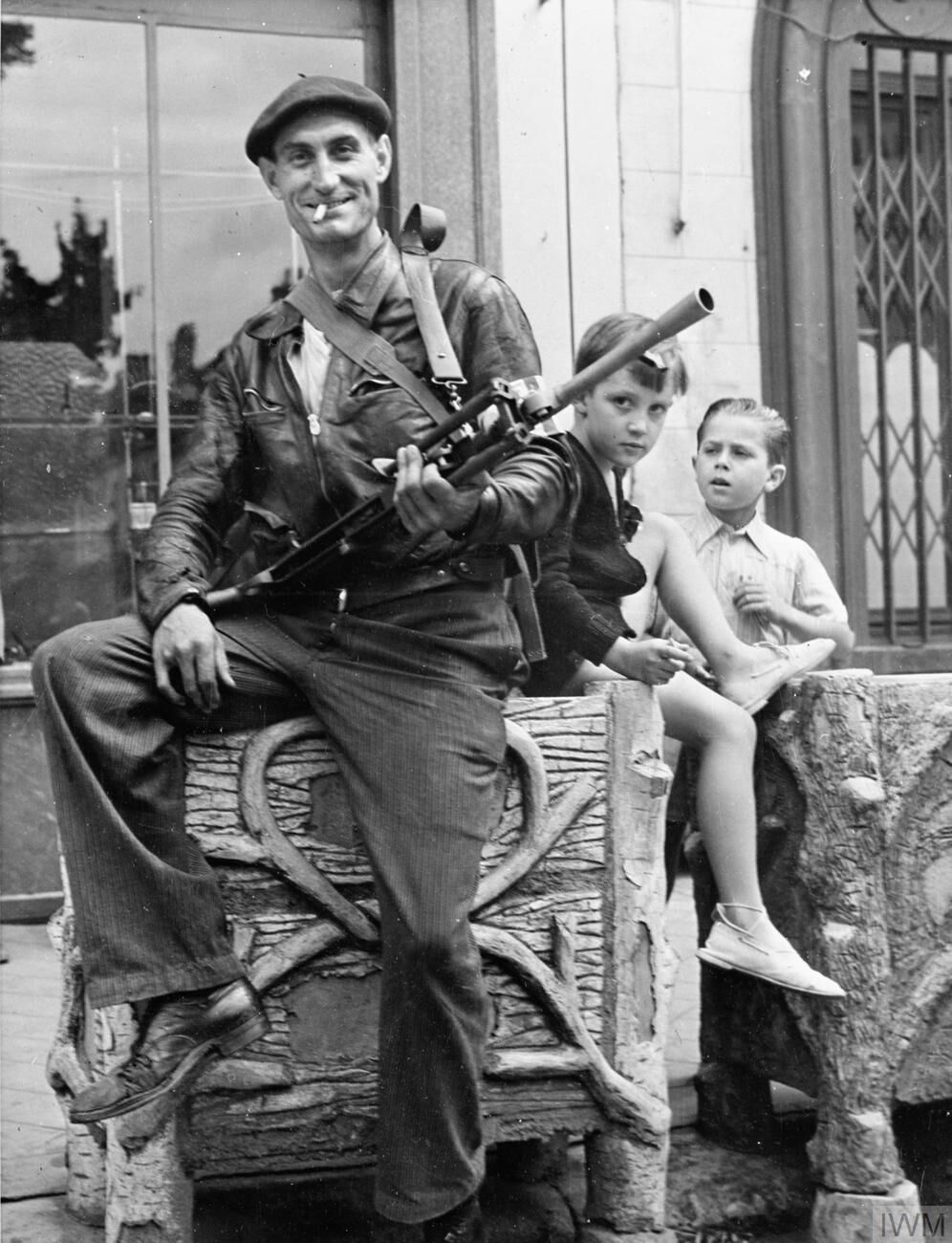
Membro da FFI em Châteaudun com uma arma Bren.

As armas e equipamentos da FFI eram muito variados. Por exemplo, a força aérea britânica trabalhando ao lado do executivo de operações especiais lançou armas britânicas de para-quedas, como canhões Sten, revólveres, granadas e explosivos para a FFI, a fim de assediar as forças alemãs. Isso permitiu à FFI capturar o armamento alemão, que também foi usado.
Alguns veículos de combate blindados pesados foram obtidos, notadamente tanques Cromwell britânicos (150 fornecidos pelo Reino Unido ) e tanques alemães capturados (44, dos quais 12 eram Panters ).  O 12º Regimento de Dragões recebeu 12 tanques Cavalier entre outros equipamentos britânicos em abril de 1945.  Em outros casos, as unidades da FFI usaram veículos não mais favorecidos pelas forças aliadas, como o US M6 Fargo, um caminhão leve com porta 37 mm arma antitanque . Finalmente, os veículos civis e praticamente qualquer coisa em condições de funcionamento foram colocados em serviço e usados até que não pudessem mais ser mantidos.

## Ativo estratégico francês
À medida que as regiões da França foram liberadas, a FFI forneceu uma reserva de mão de obra semi-treinada com a qual a França poderia reconstruir o exército francês. Com uma força estimada de 100.000 em junho de 1944, a força do FFI cresceu rapidamente, dobrando em julho de 1944 e chegando a 400.000 em outubro de 1944.  Embora o amálgama do FFI tenha sido, em alguns casos, repleto de dificuldades políticas, acabou tendo sucesso e permitiu à França restabelecer um exército razoavelmente grande de 1,3 milhão de homens até o Dia VE . 